# Carl Freiesleben
Carl Olaf Theodor Freiesleben (2. oktober 1853 i Slesvig by – 13. februar 1938) var en dansk officer og kammerjunker, bror til Theodor Freiesleben og far til Ernst Theodor Christian Andreas von Freiesleben.
Han var søn af generalmajor Theodor Freiesleben og hustru, blev student fra Aarhus Latinskole 1872 og fik adgang til Hærens Officersskoles næstældste klasse 1873. Freiesleben blev sekondløjtnant 1875 og premierløjtnant i rytteriet 1878, var adjudant ved 3. Dragonregiment 1884-87, lærer på Ride- og Beslagskolen 1887-90, ritmester og til tjeneste ved Remontekommissionen 1890, eskadronchef 1894, oberstløjtnant 1903, var forstander for Rytteriets Sekondløjtnant-, Sergent- og Korporalskole 1903-07, blev oberst 1907 og chef for Rytteriets Befalingsmandsskole 1910 og fik afsked 1913. Han var Kommandør af 2. grad af Dannebrogordenen og Dannebrogsmand.
Han ægtede Betty Louise Andrea Quist (31. oktober 1860 i København - 1935), datter af grosserer C.H. Quist og husru født Kretzmer.